# Liste der Mitglieder des Landtags von Waldeck-Pyrmont 1859–1860
Diese Liste nennt die Liste der Mitglieder des Landtags von Waldeck-Pyrmont 1859–1860.
1852 verabschiedete Fürst Georg Victor die Verfassungsurkunde für die Fürstentümer Waldeck und Pyrmont. Damit wurde ein neues Wahlrecht bestimmt und 1859 der vierte Landtag nach diesem Wahlrecht gewählt. Gewählt wurden 15 Abgeordnete in indirekter Wahl in Mehrpersonenwahlkreisen. Diese Wahlkreise entsprachen den vier Landkreisen, wobei je Kreis vier Abgeordnete gewählt wurden. Ausnahme war Pyrmont, wo drei Abgeordnete gewählt wurden. Rechtsgrundlage der Wahl war das Wahlgesetz vom 17. August 1852 (Wald. Reg. Bl., S. 163) in der Fassung vom 2. August 1856 (Wald. Reg. Bl., S. 75).

## Liste der Abgeordneten
Die so bestimmten Abgeordneten waren:
| Wahlbezirk           | Abgeordneter                         | Anmerkungen |
| -------------------- | ------------------------------------ | ----------- |
| Kreis der Twiste     | Wolrad Schumacher                    | Präsident   |
| Kreis der Twiste     | Gustav Kleinschmit                   |             |
| Kreis der Twiste     | Wilhelm Schumann                     |             |
| Kreis der Twiste     | Wilhelm Heinrich Bernhard Karl Grebe |             |
| Kreis des Eisenbergs | Johannes Friedrich Emde              |             |
| Kreis des Eisenbergs | Georg Reinige                        |             |
| Kreis des Eisenbergs | Daniel Böhle                         |             |
| Kreis des Eisenbergs | Ludwig Severin                       |             |
| Kreis der Eder       | August Wirths                        |             |
| Kreis der Eder       | Karl Koch                            |             |
| Kreis der Eder       | Georg Michel                         |             |
| Kreis der Eder       | Ernst Schäffer                       |             |
| Kreis Pyrmont        | Reinhard Kleinschmit                 |             |
| Kreis Pyrmont        | Adolph Windel                        |             |
| Kreis Pyrmont        | Carl Ringe                           |             |